# 知識的代價

「知識的代價」運動的代表標誌。

知識的代價（英語：The Cost of Knowledge）是一個由學者發起的運動，抗議學術期刊出版社愛思唯爾（Elsevier）的經營模式。
這個運動發起的主因是該出版社過高的收費，他們呼籲降低購買期刊的費用，以及期望促進學術資訊的開放獲取。主要的行動是號召認同理念的學者簽署聲明，拒絕投稿、審稿和協助編輯愛思唯爾旗下的期刊。

## 緣起
在網際網路興起之前，將研究成果傳遞出去是一件辛苦的事情。過去出版社肩負起校對、排版、審稿、印刷等工作，並將印刷品傳遞到世界各處。 然而在現代，研究工作者被認為需要給予出版社無需再經修改的數位版本。對於數位傳輸，印刷不再必要、複製也不需費用，運輸經由網路迅速傳遞。因此，網路科技讓四家主要的科學出版社：愛思唯爾、施普林格、約翰威立、Informa
能夠縮減支出，並且持續的獲得超過33%的高利潤率。
2012年1月21日，數學家蒂莫西·高爾斯在個人部落格上發表一篇文章，呼籲抵制出版社「愛思唯爾」。該篇文章吸引了相當的注意，許多人視其為此運動的開端。高爾斯主張抵制運動有三個理由：過高的個別期刊訂閱費用、不同價值及重要性期刊的訂閱捆綁、以及愛思唯爾對 SOPA、 PROTECT IP Act和研究著作法案的支持。
愛思唯爾反对這主張，宣稱其價格低於業界標準，說明訂閱捆绑只是購買期刊的一種選項。 同時出版社也聲明其高獲益率是「單純來自於公司有效率的運作」批評者指出2010年「愛思唯爾」的利潤率是36%，總收入32億美元。 愛思唯爾自己宣稱其2010年的營業利潤率為25.7%。

## 網站

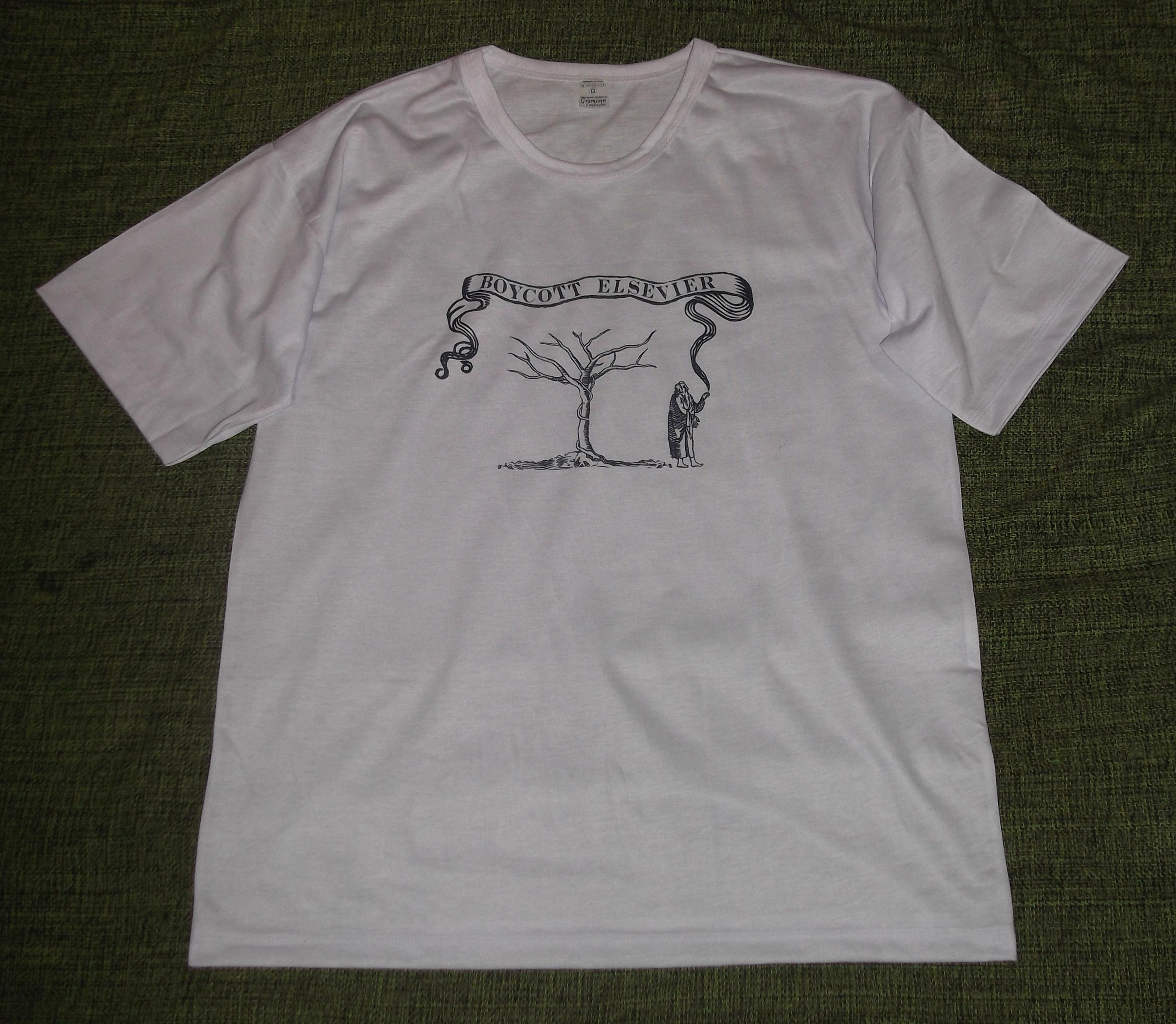
印有“抵制爱思唯尔”图案的T恤衫

一個名為「知識的代價」网站誕生，邀請研究人員與學者簽署承諾聲明：不向愛思唯爾旗下的期刊投稿、为其担任同行评审和編輯。2012年2月1日，声明約有一千个署名。稍晚在2月，簽署的人數超過 7,700 人。許多署名來自數學、計算機科學和生物等領域的学者。

## 外部連結
- 官方网站
- 運動的起始 — 蒂莫西·高爾斯的部落格文章《Elsevier — my part in its downfall》 （页面存档备份，存于）
- 愛思唯爾的回應公開信 （页面存档备份，存于）
- 「知識的代價」相關媒體資訊蒐集 （页面存档备份，存于）